# Bisdom Ciego de Ávila
Het bisdom Ciego de Ávila (Latijn: Dioecesis Caeci Abulensis) is een rooms-katholiek bisdom met als zetel Ciego de Ávila, in Cuba. Het bisdom is suffragaan aan het aartsbisdom Camagüey. De provincie Ciego de Ávila valt onder het bisdom en de gemeente Jatibonico in de provincie Sancti Spíritus.

## Geschiedenis
Het bisdom werd opgericht op 2 februari 1996, uit delen van het bisdom Camagüey, en was suffragaan aan het aartsbisdom Santiago de Cuba. Op 5 december 1998 veranderde het van kerkprovincie en werd suffragaan aan het nieuw verheven aartsbisdom Camagüey. 

## Parochies
Het bisdom had in 2021 een oppervlakte van 7.887 km2 en telde 467.366 inwoners waarvan 41,1% rooms-katholiek was.

## Bisschoppen
- Mario Eusebio Mestril Vega (2 februari 1996 - 8 juli 2017)
- Juan Gabriel Díaz Ruiz (8 juli 2017 - 7 april 2022)
- sedisvacatie

## Websites
- Diocese of Ciego de Ávila. catholic hierarchy (2025). Geraadpleegd op 23 februari 2025.